# Daniel Martínez Jiménez
Daniel Martínez Jiménez (geboren am 19. Mai 2002 in Valencia) ist ein spanischer Handballspieler, der auf der Spielposition Torhüter eingesetzt wird.

## Vereinskarriere
Daniel Martínez lernte das Handballspiel bei Levante UD und spielte ab 2020 bei BM Puerto Sagunto, mit dem er in der Saison 2020/2021 in der Liga Asobal debütierte.

## Auswahlmannschaften
Sein erstes Spiel für Spanien absolvierte er am 15. Dezember 2017 mit der selección promesas gegen die Auswahl Rumäniens. Martínez spielte mit der junior selección bei der U-20-Europameisterschaft 2022, bei der er mit der Mannschaft Europameister wurde. In 30 Spielen bis Oktober 2022 in den Nachwuchsteams erzielte er fünf Tore.